# Neath
För andra betydelser, se Neath (olika betydelser).
Neath är en stad och community i kommunen Neath Port Talbot i Glamorgan, Wales vid River Neath. Vid folkräkningen 2011 hade tätorten Neath 50 658 invånare, medan Neath community, som endast omfattar den centrala delen av staden med angränsande landsbygd, hade 19 258 invånare.
Neath var tidigare känd för en betydande metallindustri med koppar- och stålverk, tillverkning av galvaniserat stål med mera. I omgivningarna finns flera nu nedlagda kolgruvor.